# Município de Bowling Green (condado de Licking, Ohio)
Localização do Ohio nos E.U.A.
O município de Bowling Green (em inglês: Bowling Green Township) é um município localizado no condado de Licking no estado estadounidense de Ohio. No ano 2010 tinha uma população de 1747 habitantes e uma densidade populacional de 31,73 pessoas por km².

## Geografia
O município de Bowling Green encontra-se localizado nas coordenadas 39° 56′ 06″ N, 82° 18′ 39″ O. Segundo o Departamento do Censo dos Estados Unidos, o município tem uma superfície total de 55.06 km², da qual 54,95 km² correspondem a terra firme e (0,2 %) 0,11 km² é água.

## Demografia
Segundo o censo de 2010, tinha 1747 pessoas residindo no município de Bowling Green. A densidade de população era de 31,73 hab./km².